# Heliogabalus imperator
Heliogabalus imperator, allegoria per musica (Kejsar Heliogabalus, allegori i musik) är ett orkesterverk av den tyske tonsättaren Hans Werner Henze.
Komponerad 1972 och reviderad 1986 är det en "filmisk, cirkusliknande" skildring av den korta, makabra regeringstiden för den tonåriga romerska kejsaren Elagabalus från tredje århundradet. Henzes inspiration kom inte från historiska dokument utan från litteratur, särskilt Antonin Artauds fiktiva biografi Héliogabale och Stefan Georges diktsamling, Algabal, vars rader inleder partituret:
Sieh ich bin zart wie eine apfelblüte
Und friedenfroher denn ein neues lamm.
Doch liegen eisen stein und feuer-schwamm
Gefährlich in erschüttertem gemüte 
En symfonisk dikt i allt utom namnet, musiken är episodisk till sin natur och skildrar Heliogabalus extravaganta inträde i Rom från sitt hemland Syrien, då "extatiska arabbarn dansade till de stränga tonerna av barbarisk musik" i spetsen för processionen. Henze fortsätter med att skildra störtandet av traditionell moral med dynamiska passager "som producerar allt buller, vulgaritet, prålighet och tidelag" från regimen, kontrasterar den med mer reflekterande episoder som skildrar den unga kejsaren ensam som "solgud". Stycket avslutas med Heliogabalus oundvikliga mord, pretoriangardet avbildat med korta bitar på tyska och amerikanska marscher.
Verket varar i cirka 28 minuter och är komponerat för en stor orkester, med ett särskilt brett spektrum av slagverk (som kräver fem spelare), inklusive ståltrumma, fyra uppsättningar tamtams, en flexaton, visselpipor och en rad klockor. Den är tillägnad den italienska kompositörskollegan Luigi Nono och den chilenska poeten Gaston Salvatore. Verket uruppfördes av Chicago Symphony Orchestra under Georg Solti den 16 november 1972. När Henze senare förberedde arbetet för att uppföra det själv, tog han bort vad han beskrev som "klumpiga" aleatoriska passager. Denna revidering publicerades 1986 och hade premiär den 28 juni 1989 i Villa Massimo, Rom av RAI National Symphony Orchestra under Eberhard Kloke.
Uruppförandet av Heliogabalus imperator spelades in, men det var inte förrän 2019 som en kommersiell inspelning gavs ut, av Wergo Records. Detta var en överföring av en radiosändning från 2014, gjord i Maida Vale Studios i London av BBC Symphony Orchestra under ledning av Oliver Knussen.